# Río Hondo (Zacapa)
Río Hondo (dt. „Tiefer Fluss“) ist ein Ort und ein Municipio im Departamento Zacapa in Guatemala.
Río Hondo liegt 136 km nordöstlich von Guatemala-Stadt an der Atlantikfernstraße CA 9 auf 379 m Höhe. Bei Río Hondo zweigt die Fernstraße CA 9 nach Süden ab. Etwa 10 km südlich liegt Zacapa, die Hauptstadt des gleichnamigen Departamentos.
Das 696 km² große Municipio liegt im Tal des Río Motagua und der nördlich davon ansteigenden Sierra de las Minas. Es hat rund 20.000 Einwohner, von denen der größte Teil Ladinos sind. Das Municipio besteht neben dem Hauptort Río Hondo aus etwa 30 „Landgemeinden“ (Aldeas), darunter Casos de Pinto, Chanchán, El Cenegal, El Petón, El Rosario, El Tecolote, Jesús María, Jones, Jumuzna, La Espinilla, La Palma, La Pepesca, Las Delicias, Las Pozas, Lo de Mejía, Llano Largo, Llano Verde, Mal Paso, Monte Grande, Morán, Ojo de Agua, Panaluya, Pata Galana, Santa Cruz, Santa Rosalía, Sunzapote und Tabacal. Hauptwirtschaftszweige sind die Landwirtschaft, das Handwerk und der Dienstleistungssektor.
Angrenzende Municipios sind Gualán im Osten, Zacapa und Estanzuela im Süden, sowie Teculután im Südwesten und Westen. Im Norden des Municipios verläuft auf dem Hauptkamm der Sierra de las Minas die Grenze zu den Departamentos Alta Verapaz und Izabal.